# Andrej Bačinský
Andrej Bačinský (rusiń. Андрій Бачіньскый, Andrij Baczińskyj; węg. András Bacsinszky; ukr. Андрій Федорович Бачинський, Andrij Fedorowycz Baczynśkyj; spolszczenie Andrzej Baczyński; ur. 14 listopada 1732 r. (starego stylu) we wsi Beňatina na Słowacji; zm. 19 grudnia 1809 r. w Użhorodzie) – greckokatolicki działacz religijny i oświatowy, pisarz, publicysta, biskup greckokatolickiej diecezji mukaczewskiej w latach 1772–1809, Karpatorusin.